# John George Bartholomew
John George Bartholomew (Edimburgo, 22 marzo 1860 – Sintra, 14 aprile 1920) è stato un cartografo e geografo britannico.
Proveniva da una famosa famiglia di cartografi. Il nonno, John Bartholomew Senior (1895-1861), fondò nel 1826 la ditta di cartografia “John Batholomew and Son Ltd”, che esiste tuttora. Nel 1888 assunse la direzione della ditta, succedendo al padre John Bartholomew Junior.
Sotto la sua guida la ditta diventò una delle più importanti produttrici di atlanti e carte geografiche a livello mondiale. Introdusse l'uso delle carte a rilievo colorate e anticipò le necessità del XX secolo pubblicando carte stradali delle maggiori città, mappe con tracciati e orari ferroviari, e carte automobilistiche.
Collaborò strettamente con molti scienziati ed esploratori del suo tempo realizzando carte appositamente studiate per le loro necessità. Due opere di grande impegno, il Bartholomew Atlas of Meteorology e l'Atlas of Zoogeography, erano previste in cinque volumi ciascuna, ma l'intero progetto non fu mai portato a termine. Poco prima della morte riuscì a stendere il progetto della prima edizione del The Times Survey Atlas of the World. Con le successive edizioni quest'opera divenne l'atlante di maggiore diffusione del XX secolo.
Si ritiene che abbia usato per primo, negli anni novanta dell'Ottocento, il termine “Antartide” riferito al continente appena scoperto.
Nel 1889 si sposò con Janet MacDonald, con la quale ebbe 2 femmine e 3 maschi, tra cui John Bartholomew, che divenne anch'egli cartografo e geografo.
Nel 1905 ricevette la Victoria Research Gold Medal dalla Royal Geographical Society. Nel 1810 fu nominato "Cartografo Reale" dal re del Regno Unito Giorgio V. Per questo veniva a volte chiamato “il principe dei cartografi”.